# Abel-Betmaacà
Abel-Betmaacà (Μααχά, Βεθμααχά) fou una ciutat de Palestina situada entre Eleuteròpolis i Jerusalem. Hi va haver altres ciutats menys importants que van portar el mateix nom.